# Сент-Антуан-де-Брёй
Сент-Антуа́н-де-Брёй (фр. Saint-Antoine-de-Breuilh) — коммуна во Франции, находится в регионе Аквитания. Департамент — Дордонь. Входит в состав кантона Пеи-де-Монтень и Гюрсон. Округ коммуны — Бержерак.
Код INSEE коммуны — 24370.

## География

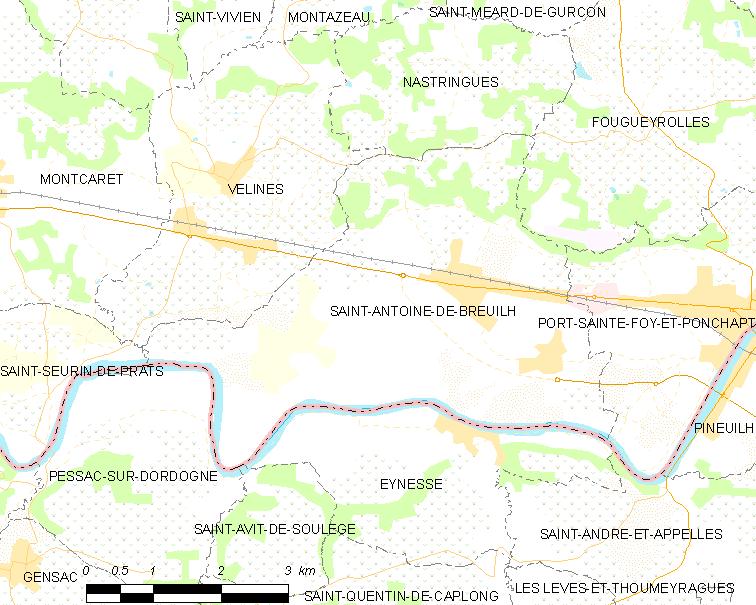
Карта коммуны

Коммуна расположена приблизительно в 480 км к югу от Парижа, в 60 км восточнее Бордо, в 60 км к юго-западу от Перигё.
На юге коммуны протекает река Дордонь.

### Климат
Климат умеренный океанический со средним уровнем осадков, которые выпадают преимущественно зимой. Лето здесь долгое и тёплое, однако также довольно влажное, здесь не бывает регулярных периодов летней засухи. Средняя температура января — 5 °C, июля — 18 °C. Изредка вследствие стечения неблагоприятных погодных условий может наблюдаться непродолжительная засуха или случаются поздние заморозки. Климат меняется очень часто, как в течение сезона, так и год от года.

## Население
Население коммуны на 2010 год составляло 2081 человек.
| 1962 | 1968 | 1975 | 1982 | 1990 | 1999 | 2010 |
| ---- | ---- | ---- | ---- | ---- | ---- | ---- |
| 1287 | 1415 | 1534 | 1523 | 1756 | 1843 | 2081 |

## Администрация
| Период | Период | Фамилия        | Партия                  | Примечания  |
| ------ | ------ | -------------- | ----------------------- | ----------- |
| 1995   | 2008   | Франсуа Борд   | Социалистическая партия |             |
| 2008   | 2020   | Кристиан Галло | Разные правые           | растениевод |

## Экономика
В 2010 году среди 1256 человек трудоспособного возраста (15-64 лет) 870 были экономически активными, 386 — неактивными (показатель активности — 69,3 %, в 1999 году было 69,4 %). Из 870 активных жителей работали 770 человек (423 мужчины и 347 женщин), безработных было 100 (46 мужчин и 54 женщины). Среди 386 неактивных 89 человек были учениками или студентами, 137 — пенсионерами, 160 были неактивными по другим причинам.

## Достопримечательности
- Церковь Св. Петра
- Церковь Св. Евлалия
- Замок Куэн
- Замок Сент-Олей (XV век)

## Фотогалерея

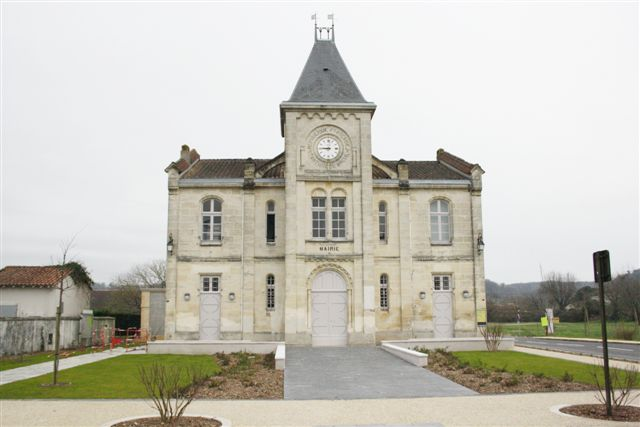
Мэрия
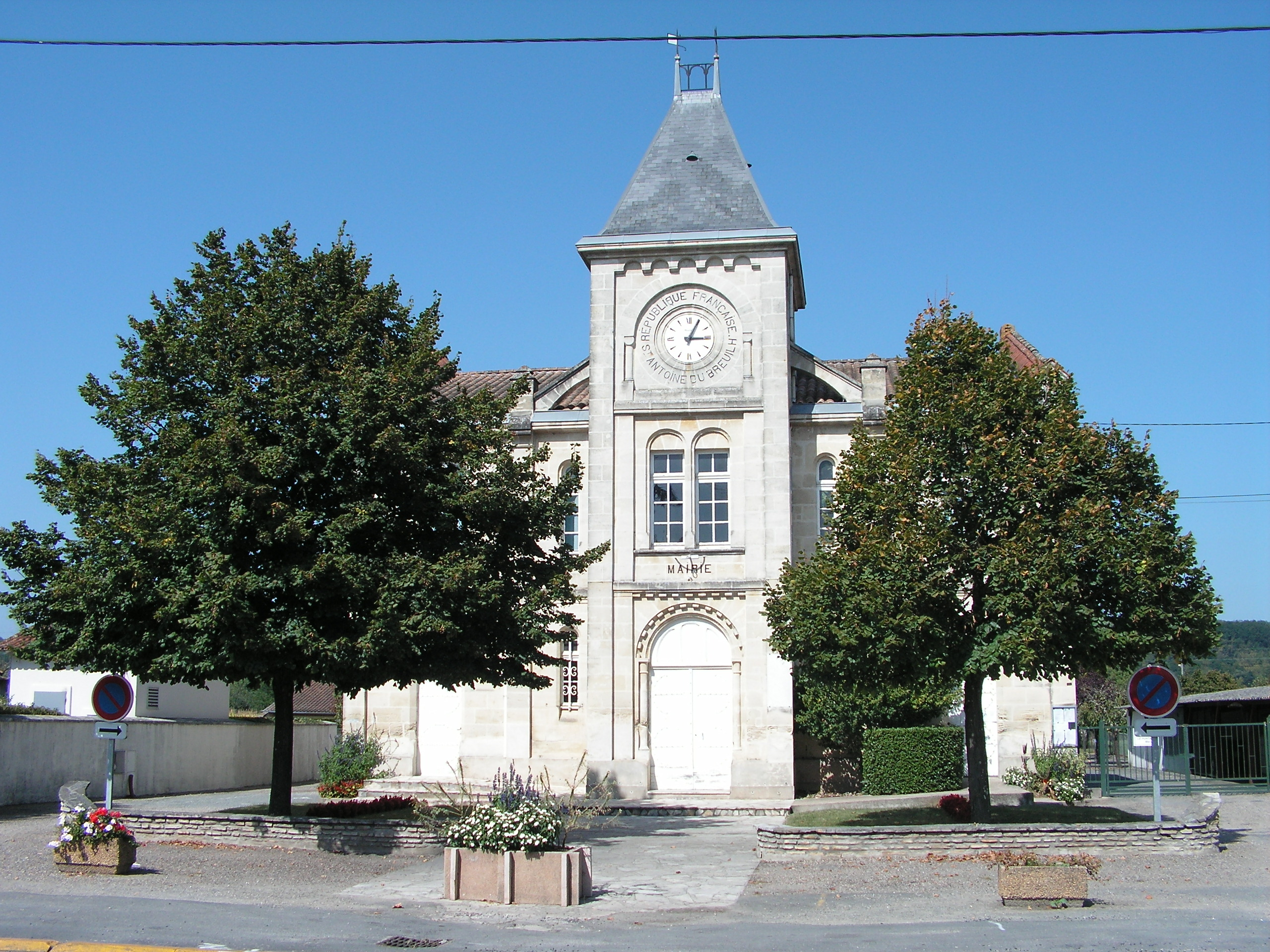
Мэрия